# 초 민망한 능력자들
《초 민망한 능력자들》(영어: The Men Who Stare at Goats)은 2009년 개봉한 풍자 블랙 코미디 전쟁 영화이다.
이 영화는 2009년 9월 8일 제66회 베네치아 국제 영화제에서 전 세계 최초로 상영되었으며, 2009년 11월 6일 미국과 영국에서 일반 개봉되었다. 이 영화는 비평가들로부터 엇갈린 평가를 받았다.

## 줄거리
영화는 미국 육군 장군 딘 홉굿이 초능력을 사용해 벽을 통과하려다 실패하는 것으로 시작된다.
미시간주 앤아버 신문 기자 밥 윌턴은 아내에게 차이고 특종을 잡기 위해 쿠웨이트로 이라크 전쟁 취재를 떠난다. 우연히 만난 전 육군 특전부대 요원 린 캐서디는 자신이 '뉴 어스 아미'라는 부대의 일원이었으며, 원격투시, 은신, 벽 통과 등 초심리학 훈련을 받았다고 주장한다.
린은 1972년 베트남 전쟁에서 육군 장교 빌 쟁고가 헬기에서 떨어진 후 부대원들이 베트콩 단 한 명을 맞추지 못해 이 베트콩이 쏜 총에 가슴을 맞은 상태에서 베트콩 여성이 '부드러움이 곧 강함'이라고 말하는 환상을 봤다고 설명한다. 쟁고는 이를 실제로 군인 훈련에 쓸 수 있을지 여부를 조사하기 위해 북부 캘리포니아로 떠나 뉴에이지를 접했다. 1980년 포트 리버티로 돌아온 쟁고는 린과 래리 후퍼를 제자로 삼아 초능력 부대 '뉴 어스 아미'를 창설하였다. 린은 평화적인 해결법 등 이 새로운 가르침의 긍정적인 측면에 초점을 두길 원했지만 래리는 초능력을 군사적으로 악용하는 데 관심이 있었다.
린은 밥을 이라크로 데려가던 중 이들을 반란군에게 팔아넘기려는 무장 괴한들에게 납치되지만 탈출한다. 다행히 민간 경호팀에게 구조되지만 곧 오인 사격으로 또 위험에 처하고, 린은 밥과 함께 도망하여 계속 길을 떠난다.
차가 급조폭발물로 망가진 뒤 사막을 헤매면서 린은 초능력으로 염소의 심장을 멈춰 죽인 적이 있으며, 이것이 '뉴 어스 아미'에 저주를 내렸다고 고백한다. 또한 래리가 허가 없이 LSD 실험을 감행해 한 병사가 자살했고, 이 일로 쟁고는 군에서 쫓겨났다는 사실도 드러난다.
밥과 린은 민간 연구소 PSIC에게 구조되지만, 그곳에서는 염소와 붙잡힌 현지인들을 대상으로 잔인한 초능력, 초심리학 실험이 진행되고 있었다. 린은 실험을 주도하는 사람이 래리이고 알코올 의존증에 우울증을 앓게 된 쟁고가 래리에게 고용돼있음을 알고 충격을 받는다. 밥은 쟁고와 짜고 음식과 식수에 LSD를 투입하고 린과 함께 염소들과 포로들을 풀어주어 저주를 푼다. 린과 쟁고는 헬기를 타고 사라진다.
밥은 린과 함께한 경험을 기사로 쓰지만, 편집 과정에서 붙잡힌 사람들이 바니와 친구들 주제가를 24시간 동안 들어야 했다는 부분만 남게 되면서 기사가 농담거리로 전락한다. 밥은 실망하지만 더 큰 특종을 잡기 위해 노력하기로 결심하고, 정신을 집중한 끝에 사무실 벽을 통과하는 듯한 모습을 보인다.

## 출연
- 조지 클루니 - 린 캐서디 역
- 이완 맥그리거 - 밥 윌턴 역
- 제프 브리지스 - 빌 쟁고 역
- 케빈 스페이시 - 래리 후퍼 역
- 로버트 패트릭 - 토드 닉슨 역
- 스티븐 랭 - 딘 홉굿 소장 역
- 스티븐 루트 - 거스 레이시 역
- 글렌 모샤워 - 짐 홀츠 소령 역
- 왈리드 자아이타르 - 마흐무드 다시 역
- 닉 오퍼먼 - 스코티 머서 역
- 리베카 메이더 - 데버라 윌턴 역
- 팀 그리핀

## 기타 제작진
- 협력 제작: 루일로 루이즈
- 배역: 어맨다 매키 존슨, 캐시 샌드리치
- 미술: 샤론 시모어
- 의상: 루이즈 프로글리
- 분장: 켄 디애즈, 제이 워헤비
- 제작 관리: 엘런 S. 고든, 바버라 A. 홀, 미셸 랭크워든, 샬린 올슨
- 조감독: 이언 케일립, 존 손더스, 데이비드 웨브